# 미나미미쿠리야촌
미나미미쿠리야촌(일본어: 南御厨村)은 일본 시즈오카현의 서부, 도요타군・이와타군에 속했던 촌이다. 
이와타시 동부, 대체로 오타강 하류 오른쪽 강변에 해당한다. 

## 역사
- 1894년 4월 1일 -  야마나군 미쿠리야촌의 일부(히가시와키, 신데, 와구치, 히가시신야, 오다치노, 히루이케, 난지마, 코지마)가 분립하여 성립하였다.
- 1896년 4월 1일 - 군 개편에 의해 이와타군으로 변경되었다.
- 1955년  1월 1일 - 히가시신야, 히가시와키, 신데, 와구치, 오다치노가 이와타시, 히루이케, 미나미시마, 고지마가 후쿠다정으로 분할 편입해. 동일 미나미미쿠리야촌은 폐지되었다.

## 참고문헌
- 角川日本地名大辞典 22 静岡県